# 17 février aux Jeux olympiques d'hiver de 2014
Pour un article plus général, voir Jeux olympiques d'hiver de 2014.
Le lundi 17 février aux Jeux olympiques d'hiver de 2014 est le douzième jour de compétition.

## Programme
| Heure UTC+4 (Sotchi)                          |               |
| bleu                                          | Cérémonie     |
| neutre                                        | Épreuve       |
| or                                            | Finale        |
| orange                                        | Petite finale |
| rose                                          | Reporté       |
| gris                                          | Annulé        |
| Compétition masculine                         | Hommes        |
| Compétition féminine                          | Femmes        |
| Compétition mixte (hommes et femmes mélangés) | Mixte         |
| Compétition en couple (1 homme et 1 femme)    | Couple        |
| modifier                                      |               |

| Horaire | Discipline Spécialité | Discipline Spécialité                            | Discipline Spécialité                      | Phase                          | Résultats                                                                                             | Références |
| ------- | --------------------- | ------------------------------------------------ | ------------------------------------------ | ------------------------------ | --- | ---------- |
| 09:00   |                       | Curling                                          | Compétition femmes                         | Phase préliminaire 11e session | 11-2                                                                                                  | -          |
| 09:00   |                       | Curling                                          | Compétition femmes                         | Phase préliminaire 11e session | 6-9                                                                                                   | -          |
| 09:00   |                       | Curling                                          | Compétition femmes                         | Phase préliminaire 11e session | 8-5                                                                                                   | -          |
| 11:00   |                       | Snowboard Cross (Classement)                     | Compétition hommes                         | Annulé                         | - | -          |
| 13:30   |                       | Snowboard Cross (Huitièmes et quarts de finale)  | Compétition hommes                         | Reporté                        | - | -          |
| 14:00   |                       | Curling                                          | Compétition hommes                         | Phase préliminaire 12e session | 7-8                                                                                                   | -          |
| 14:00   |                       | Curling                                          | Compétition hommes                         | Phase préliminaire 12e session | 6-3                                                                                                   | -          |
| 14:00   |                       | Curling                                          | Compétition hommes                         | Phase préliminaire 12e session | 3-5                                                                                                   | -          |
| 14:00   |                       | Curling                                          | Compétition hommes                         | Phase préliminaire 12e session | 6-5                                                                                                   | -          |
| 14:04   |                       | Snowboard Cross (Demi-finales)                   | Compétition hommes                         | Reporté                        | - | -          |
| 14:12   |                       | Snowboard Cross                                  | Compétition hommes                         | Reporté                        | - | -          |
| 15:30   |                       | Biathlon 15 km Départ groupé                     | Compétition hommes                         | Reporté                        | - | -          |
| 16:30   |                       | Hockey sur glace                                 | Compétition femmes                         | Demi-finale                    | 6-1                                                                                                   | -          |
| 17:45   |                       | Ski acrobatique Sauts (Qualification 1)          | Compétition hommes                         | Manche de compétition          | - | -          |
| 18:30   |                       | Bobsleigh Bob à 2 - Manche 3                     | Compétition hommes                         | Manche de compétition          | - | -          |
| 18:30   |                       | Ski acrobatique Sauts (Qualification 2)          | Compétition hommes                         | Manche de compétition          | - | -          |
| 19:00   |                       | Curling                                          | Compétition femmes                         | Phase préliminaire 12e session | 6-10                                                                                                  | -          |
| 19:00   |                       | Curling                                          | Compétition femmes                         | Phase préliminaire 12e session | 8-7                                                                                                   | -          |
| 19:00   |                       | Curling                                          | Compétition femmes                         | Phase préliminaire 12e session | 8-4                                                                                                   | -          |
| 19:00   |                       | Curling                                          | Compétition femmes                         | Phase préliminaire 12e session | 9-4                                                                                                   | -          |
| 19:00   |                       | Biathlon 12,5 km Départ groupé                   | Compétition femmes                         | Finale                         | Darya Domracheva · Gabriela Soukalova · Tiril Eckhoff                                                 | -          |
| 19:00   |                       | Patinage artistique Danse sur glace, danse libre | Compétition en couple (1 homme et 1 femme) | Finale                         | Meryl Davis et Charlie White · Tessa Virtue et Scott Moir · Elena Ilinykh et Nikita Katsalapov        | -          |
| 20:05   |                       | Bobsleigh Bob à 2 - Manche 4                     | Compétition hommes                         | Finale                         | Aleksandr Zoubkov et Alekseï Voïevoda · Beat Hefti et Alex Baumann · Steven Holcomb et Steven Langton | -          |
| 21:00   |                       | Hockey sur glace                                 | Compétition femmes                         | Demi-finale                    | 3-1                                                                                                   | -          |
| 21:15   |                       | Saut à ski Par équipe (HS 140) 1re manche        | Compétition hommes                         | Phase préliminaire             | - | -          |
| 21:30   |                       | Ski acrobatique Sauts                            | Compétition hommes                         | Finale                         | Anton Kushnir · David Morris · Zongyang Jia                                                           | -          |
| 22:22   |                       | Saut à ski Par équipe (HS 140) manche finale     | Compétition hommes                         | Finale                         | Allemagne · Autriche · Japon                                                                          | -          |

## Médailles du jour
| Rang  | Nation             | Or | Argent | Bronze | Total |
| ----- | ------------------ | -- | ------ | ------ | ----- |
| 1     | Biélorussie        | 2  | 0      | 0      | 2     |
| 2     | États-Unis         | 1  | 0      | 1      | 2     |
| -     | Russie             | 1  | 0      | 1      | 2     |
| 4     | Allemagne          | 1  | 0      | 0      | 1     |
| 5     | République tchèque | 0  | 1      | 0      | 1     |
| -     | Canada             | 0  | 1      | 0      | 1     |
| -     | Suisse             | 0  | 1      | 0      | 1     |
| -     | Australie          | 0  | 1      | 0      | 1     |
| -     | Autriche           | 0  | 1      | 0      | 1     |
| 10    | Chine              | 0  | 0      | 1      | 1     |
| -     | Japon              | 0  | 0      | 1      | 1     |
| -     | Norvège            | 0  | 0      | 1      | 1     |
| Total | Total              | 5  | 5      | 5      | 15    |